# يعر (صنعاء)

تعديل مصدري - تعديل

اليعر هي إحدى قرى عزلة بني السياغ بمديرية الحيمة الداخلية التابعة لمحافظة صنعاء، بلغ تعداد سكانها 1253 نسمة حسب تعداد اليمن لعام 2004.